# 住吉和司
住吉 和司（すみよし かずし、1940年9月26日 - ）は、日本の経営工学者・社会システム工学者。大阪工業大学名誉教授・第6代工経会会長。工学博士（慶應義塾大学）。元日本経営工学会理事。元日本設備管理学会理事。元日本ロジスティクスシステム学会理事。元オフィス・オートメーション学会編集委員幹事。公益財団法人船井奨学会2022選考委員。瑞宝小綬章受章。
専門は、経営工学・技術マネジメント（特にSCM、QC、OA、FA）、社会システム工学・マーケティング科学・経済工学。

## 経歴
1970年大阪工業大学工学研究科工業経営学専攻修了。その後、慶應義塾大学大学院工学研究科にて工学博士。
大阪工業大学工学部経営工学科（現：情報科学部データサイエンス学科）教授として長きに渡り教鞭を執り、2006年同大学名誉教授。第6代大阪工業大学工経会会長・相談役を歴任。2020年春の叙勲で、瑞宝小綬章を受章。
主な所属学会は、日本経営工学会、日本経営財務研究学会、日本オペレーションズ・リサーチ学会、日本ロジスティクスシステム学会、日本設備菅理学会、オフィス・オートメーション学会など。
主な著書は、「PQCガイドブック- PQCの基本と実践（共著、日本生産科学協会1991、学術書）。

## 主な研究
- 経営管理におけるエキスパート・システムの適用に関する研究[6]
- ファクトリーオートメーション(FA)とオフィス・オートメーション (OA)と経済性工学 [7]
- 季節商品に対する経済的工場規模[8]
- サプライチェーンマネジメント(SCM)のキャッシュフロー経営に関する課題[9]
- 様々な人口分布を考慮した最適な出店地点に関する基本的性質 - 社会システム工学
- 商業店舗の最適立地の基礎研究：競合店がある場合とない場合の基本的性質と解法手順[10] - マーケティング科学